# راؤول كابانياس
 راؤول كابانياس (إسبانيا ، 31 مارس 1986) هو لاعب كرة قدم إسباني. لعب لاعب خط الوسط.

## الحياة المهنية
وقال انه بدأ حياته المهنية في نادي غراسشوبر - زيوريخ 2005.

## روابط خارجية
- راؤول كابانياس على موقع قاعدة بيانات كرة القدم.إي يو (الإنجليزية)
- راؤول كابانياس على موقع عالم كرة القدم.نت (الإنجليزية)